# Western (Malta)

Lage in Malta

Western ist ein Distrikt der Republik Malta. Er gehörte bis 2009 zur Region Malta Majjistral (Nordwest-Malta).
Der Distrikt hat eine Fläche von 72,85 km² und mit Stand vom 31. Dezember 2010 58.121 Einwohner. Damit ergibt sich eine Bevölkerungsdichte von 798 Einwohnern pro km².

## Gemeinden
Der Distrikt Western besteht aus zehn Gemeinden. Die Gemeinde mit den meisten Einwohnern ist Żebbuġ, gefolgt von Attard und Siġġiewi. Die Gemeinde mit den wenigsten Einwohnern ist Mdina. Flächenmäßig am größten ist Rabat, gefolgt von Siġġiewi und Żebbuġ. Die flächenkleinste Gemeinde ist Balzan.
| Gemeinde          | Einwohnerzahl   | Fläche          |
| Reġjun Ċentrali   | Reġjun Ċentrali | Reġjun Ċentrali |
| ----------------- | --------------- | --------------- |
| Attard            | 11.774          | 6,64            |
| Balzan            | 4741            | 0,6             |
| Iklin             | 3534            | 1,73            |
| Lija              | 3303            | 1,1             |
| Reġjun Nofsinhar  |                 |                 |
| Siġġiewi          | 8861            | 19,9            |
| Żebbuġ            | 12.609          | 8,66            |
| Reġjun Tramuntana |                 |                 |
| Dingli            | 3748            | 5,67            |
| Mdina             | 244             | 0,89            |
| Mtarfa            | 2612            | 0,72            |
| Rabat             | 11.501          | 26,6            |